# Lijst van voetbalinterlands Brazilië - Costa Rica
Deze lijst van voetbalinterlands is een overzicht van alle officiële voetbalwedstrijden tussen de nationale teams van Brazilië en Costa Rica. De landen speelden tot op heden twaalf keer tegen elkaar, te beginnen met een vriendschappelijke wedstrijd, die werd gespeeld op 13 maart 1956 in Mexico-Stad (Mexico). Het laatste duel, een groepswedstrijd tijdens de Copa América 2024, vond plaats in Inglewood (Verenigde Staten) op 24 juni 2024.

## Wedstrijden
| №  | Plaats          | Datum             | Competitie        | Wedstrijd             | Uitslag |
| -- | --------------- | ----------------- | ----------------- | --------------------- | ------- |
| 1  | Mexico-Stad     | 13 maart 1956     | Vriendschappelijk | Brazilië – Costa Rica | 7 – 1   |
| 2  | San José        | 10 maart 1960     | Vriendschappelijk | Costa Rica – Brazilië | 3 – 0   |
| 3  | San José        | 17 maart 1960     | Vriendschappelijk | Costa Rica – Brazilië | 0 – 4   |
| 4  | Turijn          | 16 juni 1990      | WK 1990           | Brazilië – Costa Rica | 1 – 0   |
| 5  | Paranavaí       | 23 september 1992 | Vriendschappelijk | Brazilië – Costa Rica | 4 – 2   |
| 6  | Santa Cruz      | 13 juni 1997      | Copa América 1997 | Brazilië – Costa Rica | 5 – 0   |
| 7  | Suwon           | 13 juni 2002      | WK 2002           | Costa Rica – Brazilië | 2 – 5   |
| 8  | Arequipa        | 11 juli 2004      | Copa América 2004 | Brazilië – Costa Rica | 4 – 1   |
| 9  | San José        | 7 oktober 2011    | Vriendschappelijk | Costa Rica – Brazilië | 0 – 1   |
| 10 | Harrison        | 5 september 2015  | Vriendschappelijk | Costa Rica − Brazilië | 0 − 1   |
| 11 | Sint-Petersburg | 22 juni 2018      | WK 2018           | Brazilië – Costa Rica | 2 − 0   |
| 12 | Inglewood       | 24 juni 2024      | Copa América 2024 | Brazilië − Costa Rica | 0 − 0   |

## Samenvatting
| Competitie        | Totaal gespeeld | Winst Brazilië | Gelijk | Winst Costa Rica | Doelsaldo Brazilië – Costa Rica |
| ----------------- | --------------- | -------------- | ------ | ---------------- | ------------------------------- |
| WK-eindronde      | 3               | 3              | 0      | 0                | 8 − 2                           |
| Copa América      | 3               | 2              | 1      | 0                | 9 − 1                           |
| Vriendschappelijk | 6               | 5              | 0      | 1                | 17 − 6                          |
| Totaal            | 12              | 10             | 1      | 1                | 34 − 9                          |

Wedstrijden bepaald door strafschoppen worden, in lijn met de FIFA, als een gelijkspel gerekend.

## Details

### Eerste ontmoeting
| Vriendschappelijk (Mexico-Stad, Mexico, 13 maart 1956):                               |       |                   |
| Brazilië                                                                              | 7 – 1 | Costa Rica        |
| Larry 8' Chinesinho 12' Larry 37' Larry 51' Chinesinho 63' Bodinho 73' Chinesinho 77' | goals | 53' Mario Cordero |

### Tiende ontmoeting
| Vriendschappelijk (Harrison, Verenigde Staten, 5 september 2015):        |       |          |
| Costa Rica                                                               | 0 – 1 | Brazilië |
|                                                                          | goals | 10' Hulk |
| - Eerste duel van Costa Rica onder leiding van bondscoach Óscar Ramírez. |       |          |